# Progressione del record mondiale degli 80 metri ostacoli
La voce seguente illustra la progressione del record mondiale degli 80 metri ostacoli femminili di atletica leggera.
La specialità si è disputata nelle competizioni internazionali fino al 1968, anno in cui è stata sostituita dai 100 metri ostacoli. Il primo record mondiale femminile venne riconosciuto dalla federazione internazionale di atletica leggera nel 1934.

## Progressione
| Tempo  | Atleta              | Nazione          | Luogo | Data              | Note |
| ------ | ------------------- | ---------------- | --- | ----------------- | ---- |
| 11"6 m | Ruth Engelhard      | Germania         | Londra, Regno Unito | 11 agosto 1934    |      |
| 11"6 m | Ondina Valla        | Italia           | Berlino, Germania | 5 agosto 1936     |      |
| 11"6 m | Barbara Burke       | Regno Unito      | Berlino, Germania | 1º agosto 1937    |      |
| 11"6 m | Lisa Gelius         | Germania         | Braslaŭ, Polonia | 30 luglio 1938    |      |
| 11"3 m | Claudia Testoni     | Italia           | Garmisch-Partenkirchen, Germania | 23 luglio 1939    |      |
| 11"3 m | Claudia Testoni     | Italia           | Dresda, Germania | 13 agosto 1939    |      |
| 11"3 m | Fanny Blankers-Koen | Paesi Bassi      | Amsterdam, Paesi Bassi | 20 settembre 1942 |      |
| 11"0 m | Fanny Blankers-Koen | Paesi Bassi      | Amsterdam, Paesi Bassi | 20 giugno 1948    |      |
| 11"0 m | Shirley Strickland  | Australia        | Helsinki, Finlandia | 23 luglio 1952    |      |
| 10"9 m | Shirley Strickland  | Australia        | Helsinki, Finlandia | 24 luglio 1952    |      |
| 10"9 m | Marija Golubničaja  | Unione Sovietica | [[File: Flag of the Soviet Union (1936 – 1955).svg\|class=noviewer\| Unione Sovietica (bandiera)\|border\|20x16px]] Kiev, Unione Sovietica | 3 agosto 1954     |      |
| 10"8 m | Galina Yermolenko   | Unione Sovietica | Leningrado, Unione Sovietica | 5 giugno 1955     |      |
| 10"6 m | Zenta Kopp          | Germania Ovest   | Frechen, Germania Ovest | 29 luglio 1956    |      |
| 10"6 m | Galina Bystrova     | Unione Sovietica | Krasnodar, Unione Sovietica | 8 settembre 1958  |      |
| 10"6 m | Norma Thrower       | Australia        | Brisbane, Australia | 26 marzo 1960     |      |
| 10"6 m | Rimma Koshelyova    | Unione Sovietica | Tula, Unione Sovietica | 26 giugno 1960    |      |
| 10"6 m | Gisela Köhler       | Germania Est     | Berlino Est, Germania Est | 16 luglio 1960    |      |
| 10"6 m | Irina Press         | Unione Sovietica | Mosca, Unione Sovietica | 16 luglio 1960    |      |
| 10"5 m | Gisela Köhler       | Germania Est     | Lipsia, Germania Est | 24 luglio 1960    |      |
| 10"5 m | Betty Moore         | Regno Unito      | Kassel, Germania Ovest | 25 agosto 1962    |      |
| 10"5 m | Karin Balzer        | Germania Est     | Lipsia, Germania Est | 23 maggio 1964    |      |
| 10"5 m | Irina Press         | Unione Sovietica | Kiev, Unione Sovietica | 9 agosto 1964     |      |
| 10"5 m | Irina Press         | Unione Sovietica | Kiev, Unione Sovietica | 28 agosto 1964    |      |
| 10"5 m | Draga Stamejčič     | Jugoslavia       | Celje, Jugoslavia | 5 settembre 1964  |      |
| 10"5 m | Pam Kilborn         | Australia        | Osaka, Giappone | 25 ottobre 1964   |      |
| 10"4 m | Pam Kilborn         | Australia        | Melbourne, Australia | 6 febbraio 1965   |      |
| 10"4 m | Irina Press         | Unione Sovietica | Kassel, Germania Ovest | 19 settembre 1965 |      |
| 10"3 m | Irina Press         | Unione Sovietica | Tbilisi, Unione Sovietica | 24 ottobre 1965   |      |
| 10"3 m | Vera Korsakova      | Unione Sovietica | Riga, Unione Sovietica | 16 giugno 1968    |      |
| 10"2 m | Vera Korsakova      | Unione Sovietica | Riga, Unione Sovietica | 16 giugno 1968    |      |